# Ester Blomgren
Ester Viktoria Blomgren, född 13 juni 1887 i Risinge i Östergötland, död 20 maj 1972 i Motala, var en svensk konstnär.
Blomgren studerade konst i Paris och Italien. Hennes konst består av porträtt, nakenstudier, kyrkointeriörer och landskapsmålningar.